# Lijst van nationale parken in Tsjechië
Er zijn vier nationale parken in Tsjechië. De Tsjechische regering wil nog twee nationale parken oprichten: Nationaal park Křivoklátsko en Soutok.
| Naam                                  | Grootte (km²) | Opgericht in | Foto |
| ------------------------------------- | ------------- | ------------ | ---- |
| České Švýcarsko (Boheems Zwitserland) | 790           | 2000         |      |
| Krkonoše (Reuzengebergte)             | 3630          | 1963         |      |
| Podyjí (Thaya-vallei)                 | 630           | 1991         |      |
| Šumava (Boheemse Woud)                | 6900          | 1991         |      |